# Боара Пизани
Боа̀ра Пиза̀ни (на италиански: Boara Pisani) е малко градче и община в Северна Италия, провинция Падуа, регион Венето. Разположено е на 7 m надморска височина. Населението на общината е 2597 души (към 2014 г.).